# ناپانی (ایندیانا)
ناپانی، ایندیانا (به انگلیسی: Nappanee, Indiana) یک شهر در ایالات متحده آمریکا با جمعیت ۶٬۶۴۸ نفر است که در ایندیانا واقع شده‌است.

## موقعیت جغرافیایی
موقعیت جغرافیایی شهرها و مناطق اطراف به شرح زیر است: